# جغرافیای سنگال

موقعیت سنگال در آفریقای غربی.

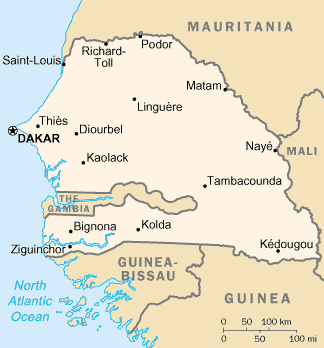

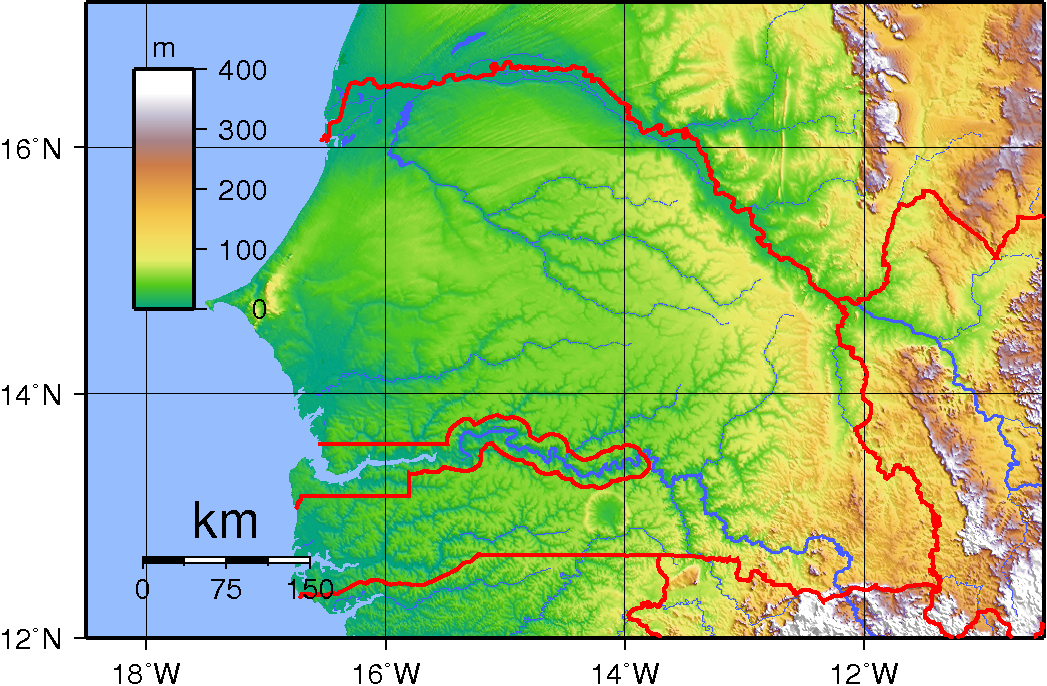
نقشه ناهمواری‌های سنگال.

سِنِگال یک کشور ساحلی آفریقای غربی است که در ۱۴ درجه شمالی خط استوا و ۱۴ درجه در غرب نصف‌النهار واقع شده‌است. مساحت کل کشور ۱۹۶٬۱۹۰ کیلومتر مربع است که ۱۹۲۰۰۰ کیلومتر مربع آن خشکی و ۴۱۹۰ کیلومتر مربع آن آب است. ۷۰ درصد از مردم سنگال در منطقه ساحلی زندگی می‌کنند. از آنجا که بیشتر جمعیت سنگال در کرانه‌های دریا زندگی می‌کنند، انتظار می‌رود تغییرات آب و هوایی شمار زیادی از مردم را جابه‌جا کند.
سنگال یکی از کشورهای انگشت‌شماری است که در کشور دیگری را در دل خود جای داده‌است. کشور کوچک گامبیا به‌جر بخش ساحلی‌اش تماماً در درون سنگال جای گرفته و با سنگال مرزی ۷۴۰ کیلومتری دارد. خاک گامبیا از ساحل اقیانوس اطلس بیش از ۳۲۰ کیلومتر در میانه سنگال و در امتداد رودخانه گامبیا به سمت شرق ادامه پیدا کرده و قلمرو سنگال را به دو قسمت تقسیم می‌کند.

## جغرافیای طبیعی
سنگال از غرب با اقیانوس اطلس شمالی همسایه است. در خشکی، طولانی‌ترین مرز کشور با موریتانی در شمال است که مرزی ۸۱۳ کیلومتری را در امتداد رودخانه سنگال تشکیل می‌دهد. سنگال در شرق مرزی ۴۱۹ کیلومتری با مالی قرار دارد. در جنوب شرقی گینه (۳۳۰ کیلومتر مرز) و در جنوب-جنوب غربی گینه بیسائو (۳۳۸ کیلومتر) قرار دارند که مرز هر دو در امتداد رودخانه کازامانس ادامه می‌یابد.
سرزمین سنگال عمدتاً دشت‌های کم‌ارتفاع تپه‌ماهوری تشکیل شده است که در قسمت جنوب شرقی کشور به کوهپایه‌های نه‌چندان مرتفعی می‌رسد. این کشور همچنین قطعاتی کوچک از جنگل‌های بارانی گرمسیری و جنگل‌های حرا دارد که در گرم‌دشت‌ها واقع شده‌است. رودخانه سنگال در سراسر مرز شمالی پیچ می‌خورد و بر روی آن دو سد ساخته شده است.
شبه جزیره دماغه سبز (کیپ ورد) که غربی‌ترین نقطه قاره آفریقا است پایتخت کشور، داکار را در خود جای داده که یکی از بهترین بندرهای آفریقا به‌شمار می‌آید.
ساحل سنگال در اقیانوس اطلس شنی است و یک جریان دریایی به نام «جریان قناری» بر آن تأثیر زیادی دارد.
در مجموع، سنگال دارای ۲۶۴۰ کیلومتر مرز زمینی و ۵۳۱ کیلومتر خط ساحلی است. یکی از ویژگی‌های بارز این کشور وجود دریاچه رتبا در آن است که آبی صورتی‌رنگ دارد. این دریاچه در نزدیکی شهر داکار، پایخت کشور قرار گرفته‌است.
پست‌ترین نقطه سنگال کناره اقیانوس اطلس است. بلندترین نقطه یک تپه بدون نام در ۲.۷ کیلومتری جنوب شرق نپن دیاخا است با ۶۴۸ متر ارتفاع.

## آب و هوا
آب و هوای کشور گرمسیری و مرطوب است. فصل بارانی (از ماه مه تا نوامبر) دارای بادهای قوی جنوب شرقی است. فصل خشک (از دسامبر تا آوریل) تحت سلطه باد گرم، خشک و هارماتان قرار دارد. فصول خشک و مرطوب به خوبی از هم جدا هستند و از بادهای زمستانی شمال شرقی و بادهای تابستانی جنوب غربی ناشی می‌شوند. بارندگی سالانه داکار حدود ۶۰۰ میلی‌متر بین ماه‌های ژوئن و اکتبر زمانی رخ می‌دهد و حداکثر دمای آن شهر به‌طور متوسط ۳۰ درجه سانتی‌گراد و حداقل آن ۲۴.۲ درجه سانتی‌گراد است.